# Mohammed Ahmed
Mohammed Ahmed   (Mogadiscio, Somàlia, 5 de gener de 1991) és un atleta somali nacionalitzat canadenc, especialitzat en les proves de fons. Ha participat en 4 Olimpíades, guanyant la medalla de plata en la prova de 5000 metres dels Jocs Olímpics de Tòquio 2020. Això va suposar la primera medalla de la història que guanyava el Canadà en aquesta prova dels Jocs Olímpics. A més ha guanyat 1 medalla de bronze en el Campionat del Món de Doha 2019 en la prova de 5000 metres, fet que també va suposar la primera medalla en tota la història d'un atleta canadenc en aquesta distància i 1 medalla d'or en els Jocs Panamericans de Toronto 2015 en la prova de 10.000 metres. Actualment té el rècord nacional de 5000 metres amb una marca de 12:47.20 i el de 10000 metres amb un temps de 26:34.14.

## Marques personals
| Disciplina    | Marca       | Seu        | Data                 |
| ------------- | ----------- | ---------- | -------------------- |
| 5.000 metres  | 12:47.20 NR | Portland   | 10 de juliol de 2020 |
| 10.000 metres | 26:34.14 NR | Califòrnia | 6 de març de 2022    |

## Trajectòria professional
| Jocs Olímpics     | Jocs Olímpics  | Jocs Olímpics | Jocs Olímpics |
| Any               | Seu            | Posició       | Prova         |
| ----------------- | -------------- | ------------- | ------------- |
| 2012              | Londres        | 18a posició   | 10.000m       |
| 2016              | Rio de Janeiro | 4a posició    | 5.000m        |
| 2016              | Rio de Janeiro | 32a posició   | 10.000m       |
| 2020              | Tòquio         | 2             | 5.000m        |
| 2020              | Tòquio         | 6a posició    | 10.000m       |
| 2024              | París          | 36a posició   | 5.000m        |
| 2024              | París          | 4a posició    | 10.000m       |
| Campionat del Món |                |               |               |
| 2013              | Moscou         | 9a posició    | 10.000m       |
| 2015              | Pequín         | 12a posició   | 5.000m        |
| 2017              | Londres        | 6a posició    | 5.000m        |
| 2017              | Londres        | 8a posició    | 10.000m       |
| 2019              | Doha           | 3             | 5.000m        |
| 2019              | Doha           | 6a posició    | 10.000m       |
| 2022              | Eugene         | 5a posició    | 5.000m        |
| 2022              | Eugene         | 6a posició    | 10.000m       |
| 2023              | Budapest       | 7a posició    | 5.000m        |
| 2023              | Budapest       | 6a posició    | 10.000m       |
| Jocs Panamericans |                |               |               |
| 2015              | Toronto        | 1             | 10.000m       |